# Київська перепічка

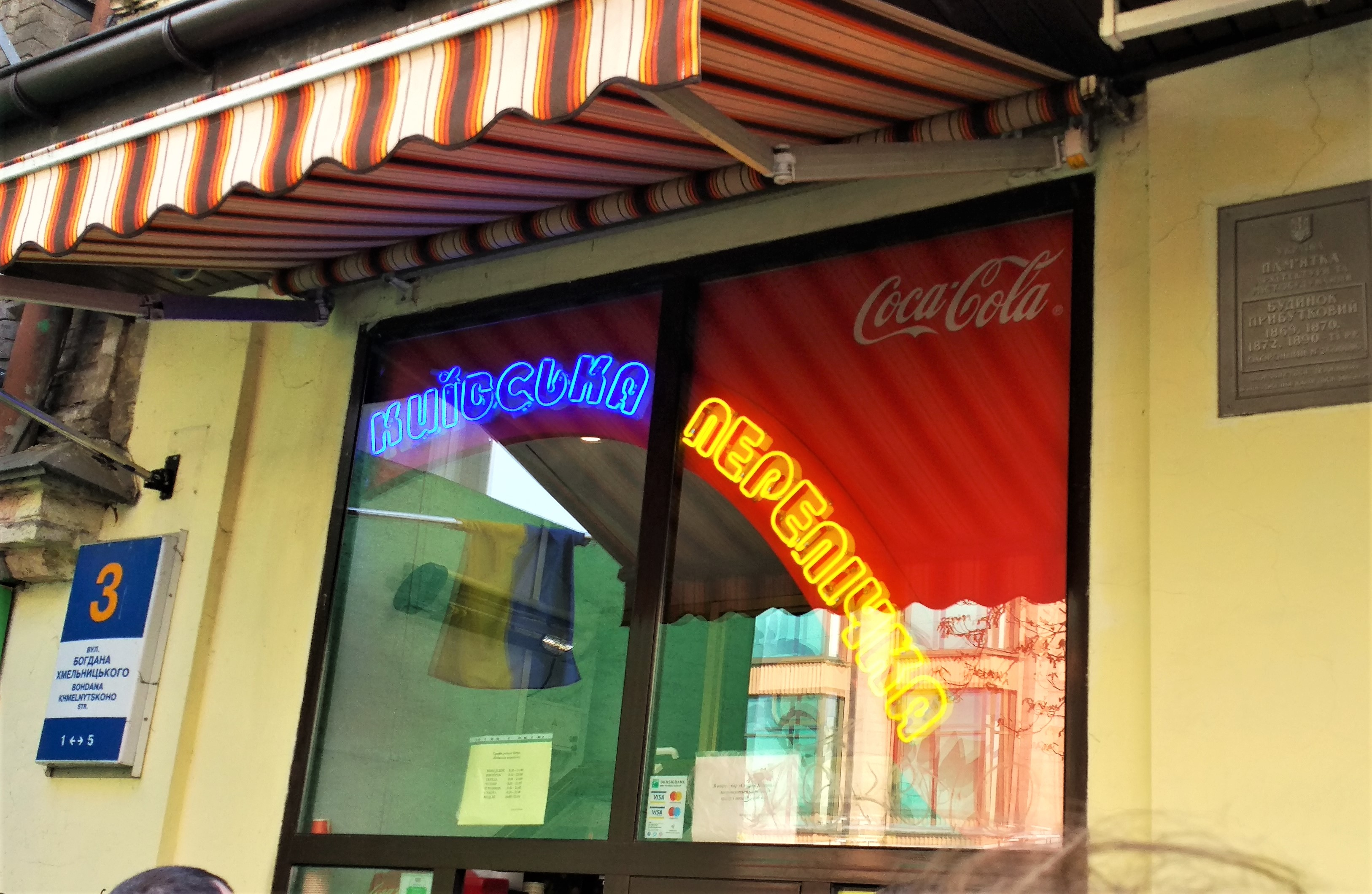
Заклад «Київська перепічка» розташований у будинку № 3-а по вулиці Богдана Хмельницького

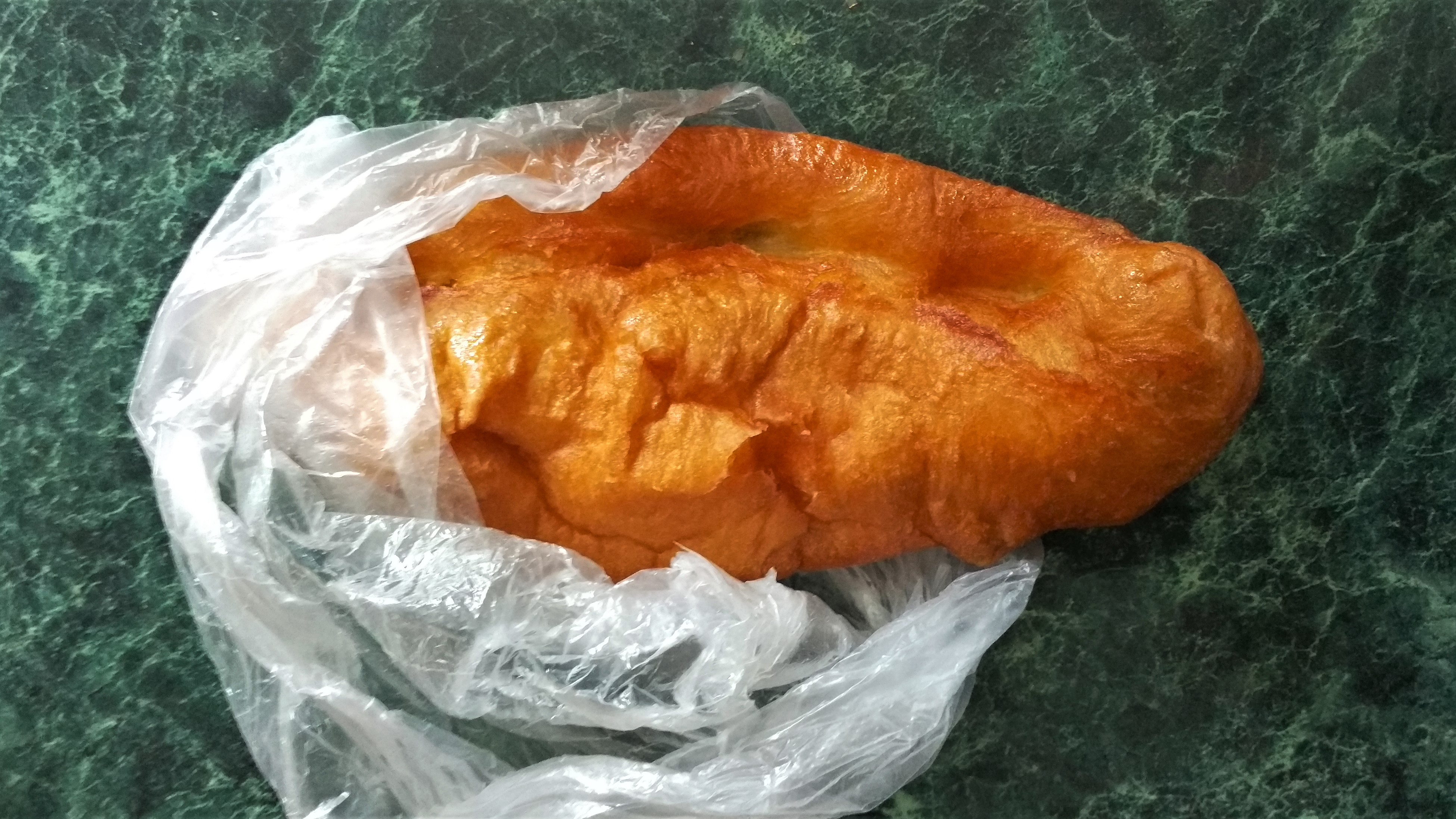
Київська перепічка

«Ки́ївська пере́пічка» — заклад швидкого харчування в Києві, де подають лише одну страву — перепічку з сосискою. Ця страва вважається однією з кулінарних візитівок Києва і згадується у деяких сучасних путівниках і туристичних ресурсах, зокрема на TripAdvisor, Foursquare, Lonely Planet та інших. На TripAdvisor «Київська перепічка» очолює рейтинг закладів швидкого харчування Києва, посідаючи 48 місце серед усіх київських закладів харчування та має звання переможця за якістю у 2015—2018 роках (англ. Certificate of Excellence 2015—2018 Winner). На FourSquare «Київська перепічка» посідає третє місце серед київських закладів, що продають хот-доги.

## Опис

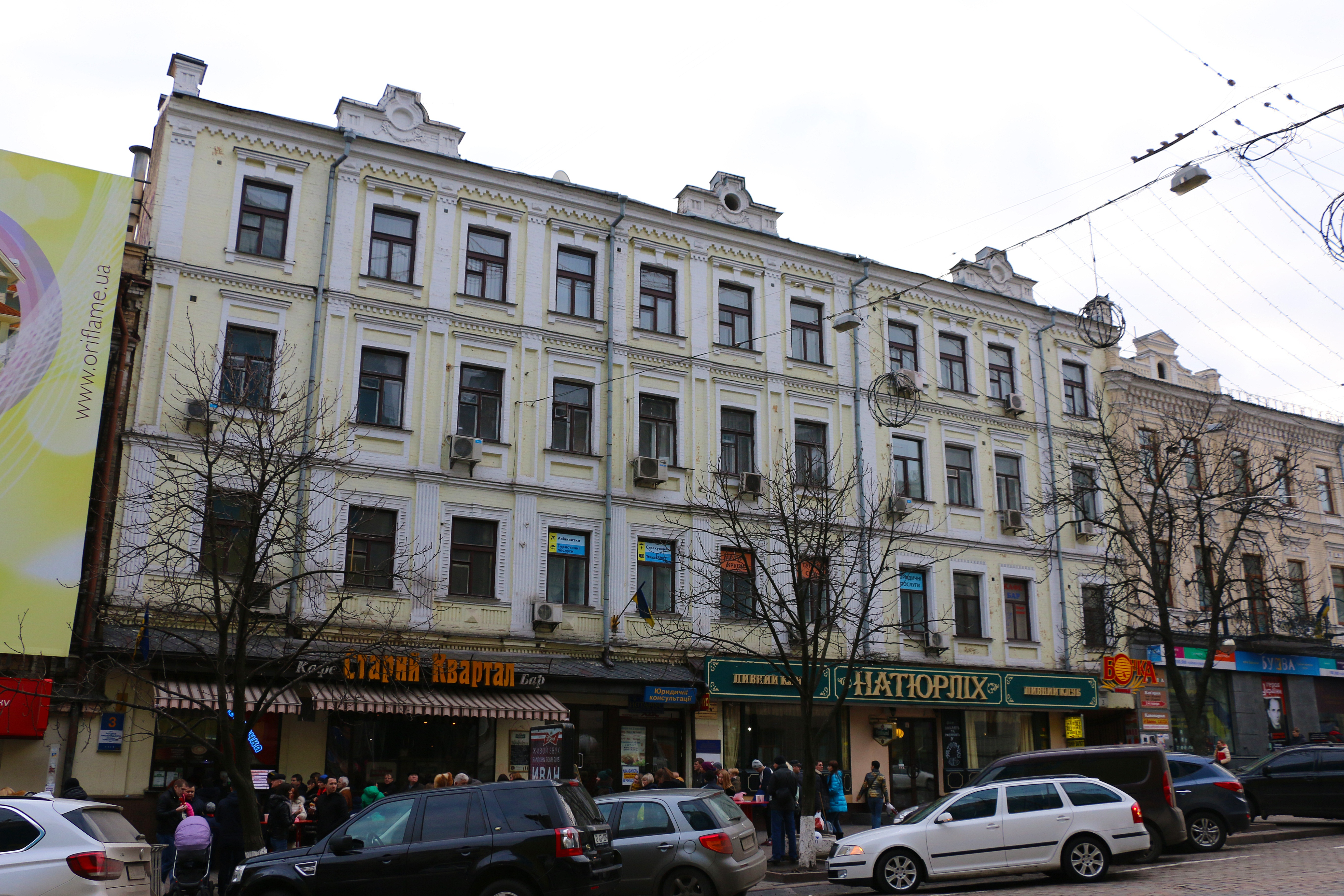
Будинок № 3 по вулиці Хмельницького. В нижньому лівому кутку видно чергу за київською перепічкою

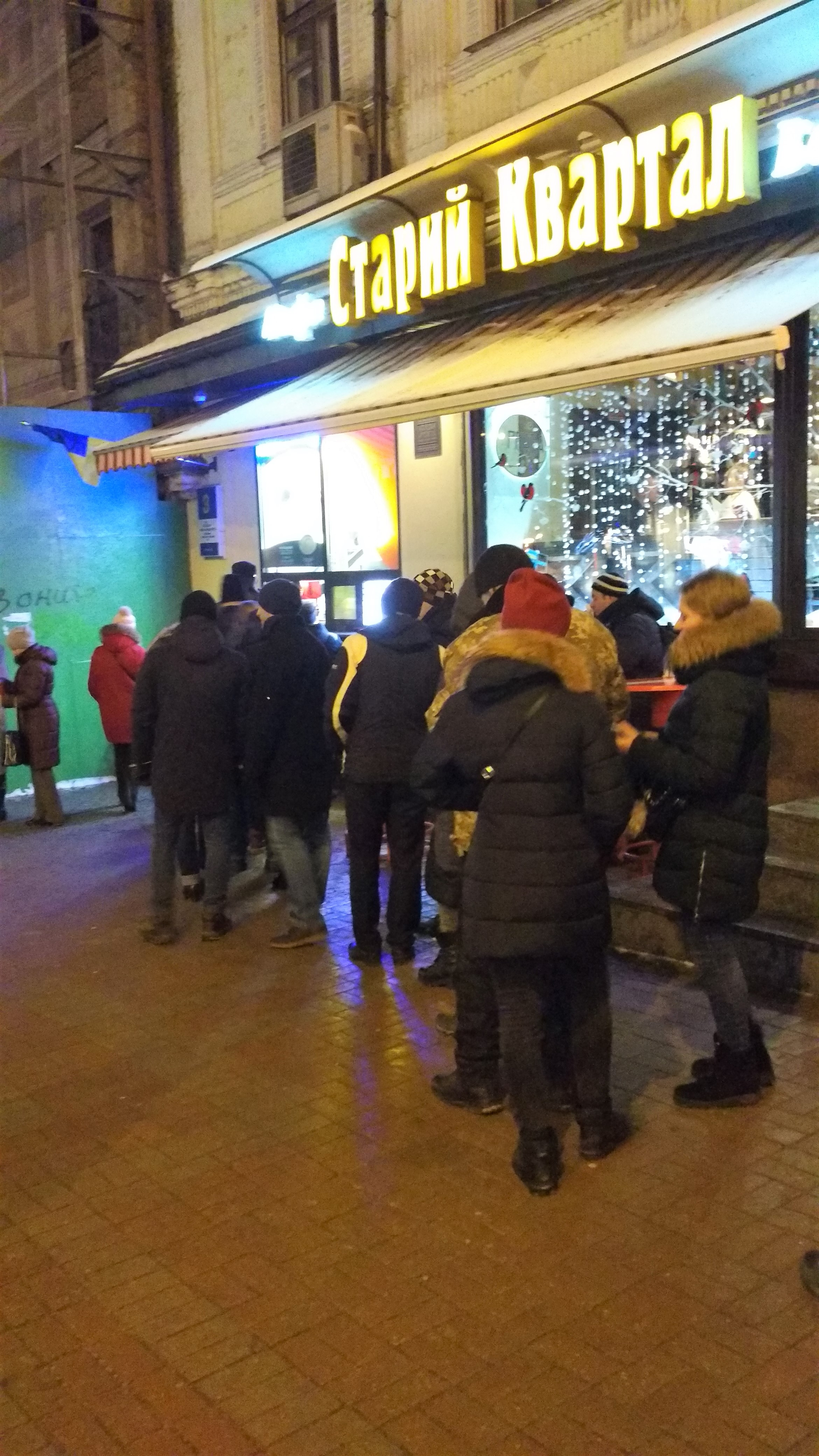
Черга за перепічкою, січень 2019 року

Заклад відкрився в 1986 році на тому ж самому місці і в незмінному вигляді існує і дотепер, тому фактично є найстарішим київським фаст-фудом.

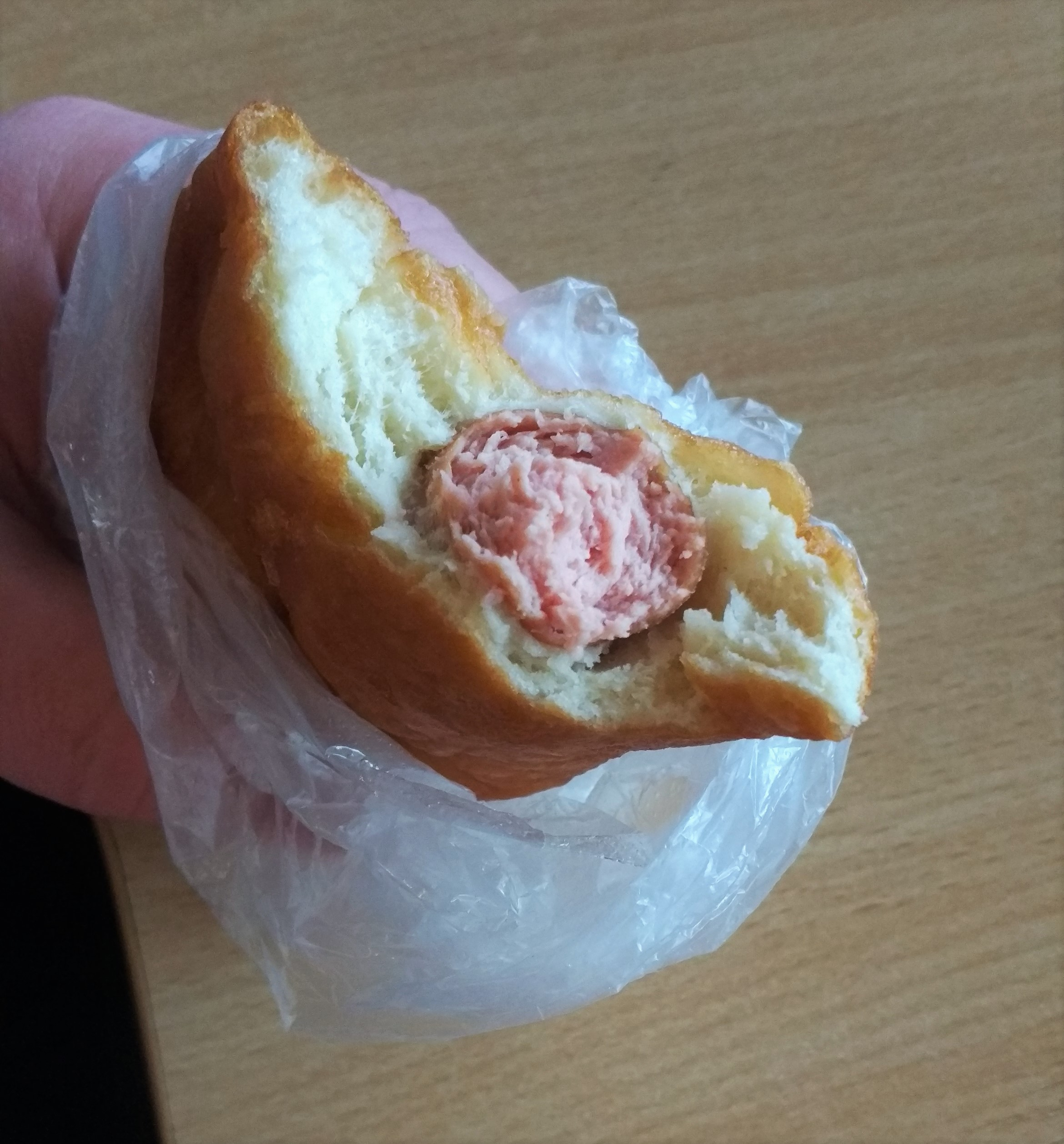
Сосиска у перепічці

Заклад «Київська перепічка» розташований у будинку № 3-а по вулиці Богдана Хмельницького, неподалік від Хрещатика. Має вигляд невеликого віконця, через яке відвідувачам подають перепічку. На тротуарі біля закладу встановлено кілька високих столів-стійок. Заклад працює з 9 до 21 години. Володіє закладом ТОВ «Українська перепічка», керівником якого є підприємець Ігор Грищенко.
Власне київська перепічка — це гаряча сосиска у дріжджовому тісті, обсмаженому у фритюрі. До неї можна взяти гарячі та прохолодні напої. Вага перепічки становить приблизно 150 г, м'якуш становить приблизно 75 % готового виробу. Вартість перепічки за радянських часів становила 22 копійки, станом на 2011 рік перепічка коштувала 4,5 грн, навесні 2015 року — 8 грн, з осені 2015 року — 8,5 грн., з весни 2016 року — 10 грн., з грудня 2016 року — 12 грн, з грудня 2017 року — 15 грн. З 15 грудня 2018 року київська перепічка коштує 17 грн. З вересня 2019 року київська перепічка коштувала 18 грн. У вересні 2020 року київську перепічку почали продавати у паперових пакетах замість поліетиленових, а її ціна зросла до 20 грн.
З квітня 2021 року вартість київської перепічки становить 25 грн. У січні 2022 року вартість київської перепічки збільшилась до 30 грн. Станом на 11 листопада 2023 року перепічка коштує 40 грн. Станом на 1 червня 2025 року перепічка коштує 50 грн.

## Скандальна рекламна кампанія
25 жовтня 2017 року в Instagram з'явився обліковий запис perepichka_1981 нібито від імені «Київської перепічки», де під виглядом реклами перепічки опубліковали шість еротичних фото оголеної дівчини, що мала в руках перепічку. Обліковий запис швидко зібрав понад 4 тисячі підписників. Фото мали провокативні підписи на сексуальну тематику, вони викликали обурення в суспільстві, зокрема через російську мову рекламних текстів, та звинувачення у сексизмі та об'єктивації жінок, а також звинувачення у плагіаті: влітку того ж року подібну провокаційну рекламну кампанію зробили для фаст-фуду в російському Санкт-Петербурзі. Власники закладу «Київська перепічка» заперечили відношення до акції, стверджуючи, що заклад не потребував реклами. 26 жовтня аналогічний обліковий запис із подібною назвою perepichka1981 з'явився в Facebook, він публікував скандальні фото з перепічкою і відповідав на коментарі користувачів від імені автора рекламної кампанії.
30 жовтня 2017 року омбудсмен Верховної ради з прав людини Валерія Лутковська звернулася до Державної служби із захисту прав споживачів із запитом на перевірку, чи відповідає закону реклама з оголеними частинами тіла та сексистськими написами.
Майже одразу після появи фото, модель Софі Пашкуаль, що серед інших брала участь у зйомках, обурилася як проектом загалом (бо не знала про сексистські тексти під фото), так і тим, що її обличчя на фото скомпонували з оголеним тілом іншої моделі, створивши враження, що це було повністю її оголене фото. Софі стверджувала, що автором фотосесії був рекламіст і політтехнолог Дмитро Раїмов, колишній ведучий телеканалу NewsOne і керівник новоствореної рекламної агенції «НЕТ. Агентство кризисных коммуникаций».
31 жовтня власники сторінки у Facebook заявили, що автором кампанії і власником облікового запису в Instagram був Дмитро Раїмов, а його метою було рекламне просування своєї фірми. Також вони стверджували, що після хвилі обурення, Раїмов спробував відхреститися від реклами, але власники Facebook-акаунту створили сторінку у Facebook, щоб викрити Раїмова. Втім, окрім гучних заяв у соцмережах, офіційної інформації про авторів цієї кампанії зроблено не було.
У січні 2018 року досі невідомі власники облікового запису виставили його на продаж і оголосили аукціон у Instagram, із стартовою ціною в 1 біткойн, який на той час дорівнював $5200. За кілька днів обліковий запис продали за 1 біткойн і 990 XDR, тобто $13118. У 2018 році українське видання Marketing Media Review у щорічному рейтингу X-Ray Marketing Awards за 2017 рік присудило обліковці та даній рекламі приз у номінації «Провал року».

## Київська перепічка в літературі

### Описи в туристичних путівниках
У путівнику Lonely Planet київську перепічку названо «важливим київським досвідом» (англ. An essential Kyiv experience):
|  | Вічно довга черга рухається із блискавичною швидкістю до вікна, де дві жінки роздають шматки смаженого тіста, яке огортає апетитну сосиску. Цей заклад виник задовго до того, як місцеві мешканці вперше почули про хот-доги. Важливий київський досвід. Оригінальний текст (англ.) The perpetually long queue moves with lightning speed towards a window where two women hand out pieces of fried dough enclosing a mouth-watering sausage. The place became a local institution long before locals heard ‘hot dog’ for the first time. An essential Kyiv experience. |

Автор путівника Ukraine: The Bradt Travel Guide стверджує:
|  | Моє улюблене місце харчування у Києві та єдине місце для швидкого перекусу, що постійно діє з часів незалежності. Перепічка — це найтиповіший київський снек, подібний до сосиски у тісті; хот-доги вкриті пиріжковим тістом і потім добре підсмажені (смакота!). Ця гаряча, портативна насолода коштує приблизно 50 центів і ви маєте купити по одній для кожної з своїх рук. Оригінальний текст (англ.) [My favourite place to eat in Kiev and the only permanent footstand to have remained open since independence. The perepichka is a quintessentially Kiev snack similar to a sausage roll; hot-dogs are covered in Pirozhki pastry and then deep-fried (yum!). This hot, hand-held treat costs about 50 cents and you'll need to buy one for each fist] Помилка: {{Lang}}: текст вже має курсивний шрифт (допомога) |

У путівнику Vacation Goose Travel Guide Kiev Ukraine кіоск із київською перепічкою описаний так:
|  | По правді кажучи, це лише вікно у стіні, через яке подають сосиски у смаженому тісті, але за десятиліття свого існування воно стало одним із значимих місць центру Києва (розташоване прямо за рогом від Хрещатика) і тут завжди можна побачити чергу зі студентів, бізнесменів та робітників Оригінальний текст (англ.) Basically it's just a window in a wall distributing sausages in fried dough, but after decades of its existance it almost became one of the landmarks of Kyiv city center (just round the corner of Khreshchatyk) and you will always find a queue of students, businessmen and working class folks |

### Згадки в художній та науково-популярній літературі
Перепічка іноді згадується в художніх літературних творах, в яких дія відбувається в Києві, як типова київська страва чи місце, добре відоме читачам.
|                                  | Коли проминули Російський драмтеатр, перші краплі дощу показали, що все не так вже й просто. А коли ми дісталися «Київської перепічки», зрозуміли, що нічого з того не буде, і сховалися під піддашком книгарні — і вчасно!.. ... ...перехопивши у продавчині «Перепічки», шокованої нашим настроєм, по сосисці кожному (масні, маслянисті та смачні вбивці печінки), ми побігли нагору, не прикриваючи голови (бо нічим!), туди, звідки прийшли — у парк. Оригінальний текст (рос.) Когда прошли Русский драмтеатр, первые капли дождя обозначили, что всё не так-то просто. А когда мы добрались до «Киевской перепички», поняли, что так дело не пойдёт, и укрылись под козырьком книжного магазина — и вовремя!.. ... ...перехватив у продавщицы «Перепичек», шокированной нашим настроением, по сосиске каждому (жирные, маслянистые и вкусные убийцы печени), мы побежали наверх, не прикрывая голову (нечем же!), туда, откуда пришли — в парк. |
| — Дмитрий Яровой «Дело Логинова» | |

|                                               | В помешканні ще нікого не було, тільки сидів набурмосений Тунгус, якого оце вперше на декілька годин залишили самого. Ти диви на нього — з моєї торби так смачно пахне, а він носа верне. Дорогою додому я завернула на Богдана Хмельницького і на обід купила в кіоску київської перепічки — шкода буде, якщо охолоне... |
| — Наталя Тисовська «Київські канікули: Роман» | |

Також опис і приблизний рецепт київської перепічки подається в кулінарній книзі російського автора Влада Піскунова «Forester. Большая книга. Гриль»:
|  | Що, на вашу думку, є гастрономічним символом Києва?...Найголовніший київський, як зараз модно казати, «спеціалітет» — обсмажений у фритюрі пиріжок із дріжджового тіста з сосискою в якості начинки. Найсмачніші та найправильніші перепічки продають просто з віконця кафе на перехресті Хрещатика і Богдана Хмельницького; за будь-якої погоди там стоїть черга за щойно підсмаженими пиріжками. Оригінальний текст (рос.) Что, по вашему, является гастрономическим символом Киева?...Самый главный киевский, как сейчас модно говорить, «специалитет» — зажаренный во фритюре пирожок из дрожжевого теста с сосиской в качестве начинки. Самые вкусные и правильные «перепічки» продают прямо из окошка кафе на пересечении Крещатика и Богдана Хмельницкого; в любую погоду там стоит очередь за только что пожаренными пирожками. |